# Jean Allard-Méeus
Jean Paul Edmond Léon Allard, devenu Jean Allard-Méeus, né à Saint-Mandé le 23 novembre 1891, et mort à Pierrepont le 22 août 1914, est un officier au 162e régiment d'infanterie et poète français.

## Biographie
Jean Paul Edmond Léon Allard, puis Allard-Méeus (1913) est le fils de Léon II Allard, puis Allard-Méeus (1865-1915, Mort pour la France), lieutenant de cavalerie, et de Gabrielle Bougleux (1871-1952).

Il entre à l'École spéciale militaire de Saint-Cyr en 1912, promotion de Montmirail, instigateur principal du « serment de 14 »,, le 30 juillet 1914, lors du baptême des deux dernières promotions de Saint-Cyr d'avant Grande Guerre, dites « de la Croix du Drapeau » (1913-1914) et « de la Grande Revanche » (1914). Il y récite ces vers:
Vous nous avez volé l'Alsace et la Lorraine,
Vous n'arracherez pas ce sentiment humain,
Germé dans notre coeur et qu'on nomme la haine,

Gardez votre pays ... nous y serons ... demain !
Pendant les combats, il exalte le courage des combattants par la poésie.
         
Sous-lieutenant au 162e régiment d'infanterie il est frappé de deux balles, et est tué à l'ennemi  à Pierrepont (Meurthe-et-Moselle), vêtu de l'uniforme de Saint-Cyr, le 22 août 1914. Maurice Barrès déclarera «l'enfant magnifique tombait à dix-neuf ans, le front et le cœur brisés par deux balles» (L 'Äme française et la guerre, t. 8, p. 273).

## Œuvre
Poète, Jean Allard-Méeus a écrit en 1910 une pièce en un acte en vers intitulée Polichinelle, puis Rêves d'amour ! rêves de gloire !, préfacé par Henri Lavedan, et qui sera publié en 1920. (Prix François-Coppée de l’Académie française en 1915).
Il est aussi co-auteur, avec Henri de Castelbajac, d’une revue intitulée Poupées de Cyr.

## Hommages
- Son nom figure sur la plaque, qui au Panthéon de Paris, rappelle la mémoire des écrivains morts pendant la Première Guerre mondiale[15],[16].
- Son corps repose à l'ossuaire national de Baslieux[17].

## Distinctions
Il est reconnu comme « Mort pour la France »,.

## Pour approfondir